# Оборонное радиотехническое управление
Оборонное радиотехническое управление (англ. Defence Signals Directorate, DSD) — разведывательная служба Австралии, подразделение Управления  военной  разведки.

## Цели и задачи

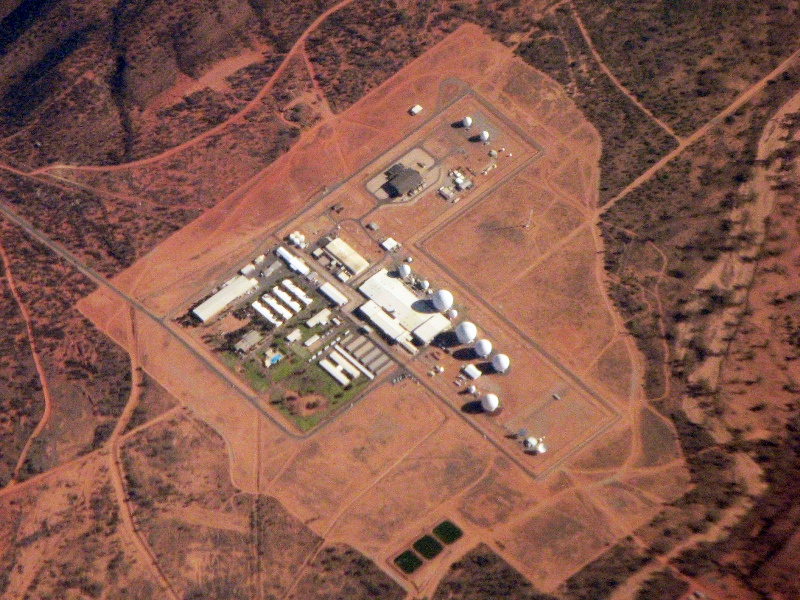
Станция слежения за спутниками Pine Gap

Миссия Управления, опубликованная на его официальном сайте, звучит: «Раскрываем чужие секреты… защищаем свои.» Основные функции Управления — перехват и дешифровка радиопередач разведывательных организаций противника, а также защита собственных коммуникаций. Штаб-квартира Управления расположена в Канберре, основные станции радиоперехвата находятся близ Джералдтона, Западная Австралия (ADSCS), и в 17 километрах от Дарвина, Северная территория (Shoal Bay Receiving Station). Считается, что Управление также оказывает техническую поддержку станции слежения за спутниками Pine Gap в центральной Австралии.
В соответствии с соглашением о радиотехнической и разведывательной безопасности Великобритания — США 1948 года Управление является участником глобального комплекса радиэлектронной разведки Эшелон, наряду с соответствующими службами стран-партнеров:
- США — Агентство  национальной  безопасности (NSA),
- Великобритания — Центр правительственной связи (GCHQ),
- Новая Зеландия — Служба безопасности правительственных коммуникаций (GCSB),
- Канада — Центр безопасности коммуникаций (CSES).

## Наименования
Управление радиотехнической обороны Австралии за свою историю имело следующие названия:
- 1947 — Бюро радиотехнической обороны (англ. Defence Signals Bureau), созданное министерством обороны;
- 1949 — название изменено на Подразделение радиотехнической обороны (англ. Defence Signals Branch);
- 1964 — название изменено на Дивизион радиотехнической обороны (англ. Defence Signals Division);
- 1978 — название изменено на Управление радиотехнической обороны (англ. Defence Signals Directorate (DSD)).